# گانتز (فیلم)
گانتز یک سری فیلم لایو اکشن ژاپنی در ژانر اکشن ترسناک و علمی تخیلی به کارگردانی شینسوکه ساتو است. فیلم‌نامه این فیلم توسط یوسوکه واتانابه بر اساس مجموعه مانگایی به همین نام اثر هیرویا اوکو به رشته تحریر درآمده است. این فیلم‌ها تحت عنوان گانتز، دنبالهٔ آن گانتز: پاسخ کامل، و یک فیلم تلویزیونی به نام گانتز دیگر می‌باشند. کازوناری نینومیا، کنیچی ماتسویاما، و یوریکو یوشی‌تاکه بازیگران فیلم هستند. داستان آن دربارهٔ دو دانش‌آموز دبیرستانی می‌باشد که جان خود را از دست می‌دهند و سپس به یک دنیای جایگزین انتقال می‌یابند. در این واقعیت جایگزین یک گوی سیاه اسرارآمیز به آن‌ها مأموریت می‌دهد تا بیگانگان را از بین ببرند.
اولین قسمت فیلم در ۲۹ ژانویه ۲۰۱۱ در کشور ژاپن به نمایش درآمد، و سپس دنبالهٔ آن گانتز: پاسخ کامل در ۲۳ آوریل همان سال اکران شد.